# Selkisaari (ö i Birkaland)
Selkisaari är en ö i Finland. Den ligger i sjön Iso-Tarjanne och i kommunen Ruovesi i den ekonomiska regionen  Övre Birkalands ekonomiska region  och landskapet Birkaland, i den södra delen av landet, 220 km norr om huvudstaden Helsingfors. Öns area är 1,4 hektar och dess största längd är 170 meter i nord-sydlig riktning.